# Mylomys dybowskii
Mylomys dybowskii is een knaagdier dat behoort tot de muizen en ratten van de Oude Wereld dat voorkomt van Guinee tot West-Kenia. De Ethiopische soort M. rex is mogelijk geen andere soort dan M. dybowskii. Het is echter ook mogelijk dat er nog meer soorten bestaan binnen de huidige definitie van M. dybowskii; sommige auteurs beschouwen de West-Afrikaanse M. lowei Hayman, 1935 als een aparte soort.
Tot in de jaren 40 werd er gedacht dat de naam dybowskii een soort van Pelomys vertegenwoordigde, hoewel deze soort oorspronkelijk was beschreven als Golunda dybowskii, maar in 1940 werd duidelijk gemaakt dat dybowskii dezelfde soort was als Mylomys cunninghamei Thomas, 1906, de naam die tot dan toe voor M. dybowskii werd gebruikt.
Het dier leeft in natte grasgebieden tot op 2500 m hoogte. In gebieden waar grassen als Imperata voorkomen komt deze soort soms heel algemeen voor. Het dier eet grassen en wortels.
Deze soort lijkt uiterlijk sterk op Arvicanthis- en Pelomys-soorten. Het dier heeft gegroefde voortanden en drie tenen aan de voorvoeten. De rug is donkerbruin en loopt geleidelijk over in de lichtbruine flanken. De buik is wit. De staart is van boven zwart en van onderen wit.